# Oonops ebenecus
Oonops ebenecus là một loài nhện trong họ Oonopidae.
Loài này thuộc chi Oonops. Oonops ebenecus được Arthur M. Chickering miêu tả năm 1972.